# 콜 오브 듀티: 모던 워페어 III
콜 오브 듀티: 모던 워페어 III(Call of Duty: Modern Warfare III)는 슬레지해머 게임스가 개발하고 액티비전이 퍼블리싱한 2023년 1인칭 슈팅 비디오 게임이다. 2022년의 콜 오브 듀티: 모던 워페어 II 2022의 속편으로, 재부트된 모던 워페어 하위 시리즈의 세 번째 게임이자 전체 콜 오브 듀티 시리즈의 20번째 작품이다. 이 게임은 2023년 11월 10일 플레이스테이션 4, 플레이스테이션 5, 마이크로소프트 윈도우, 엑스박스 원, 엑스박스 시리즈 X/S용으로 출시되었다.
모던 워페어 III는 전작의 현실적이고 현대적인 설정을 유지하면서 하위 시리즈의 스토리라인을 이어간다. 이 이야기는 다국적 특수작전부대 태스크포스 141이 제3차 세계대전을 일으키려는 러시아의 극우주의자이자 테러리스트인 블라디미르 마카로프를 추적하는 과정을 따른다. 게임의 멀티플레이어에는 2009년 모던 워페어 2의 리마스터된 지도 16개가 포함되어 있으며, 출시 후 최소 12개의 새로운 지도가 포함될 예정이다. 블랙 옵스 하위 시리즈 개발자 트레이아크가 공동 제작하고 오픈 월드 플레이어 대 환경 경험을 중심으로 구축된 좀비 모드도 포함되어 있다.
콜 오브 듀티: 뱅가드(2021) 개발을 마무리한 후 슬레지해머 게임스는 액티비전에서 모던 워페어 II의 확장팩을 개발하도록 배정받은 것으로 알려졌으며, 이후 콜 오브 듀티 시리즈에서 완전한 독립 실행형 릴리스로 변경되었다. 2023년 초중반에 일련의 유출이 발생한 후, 이 게임은 2023년 8월에 공식적으로 공개되었으며, 10월에는 쇼케이스 이벤트와 공개 베타도 진행되었다. 출시 후 모던 워페어 III는 캠페인 모드에 대한 비판과 함께 엇갈린 평가를 받았다.